# Gerry Connolly

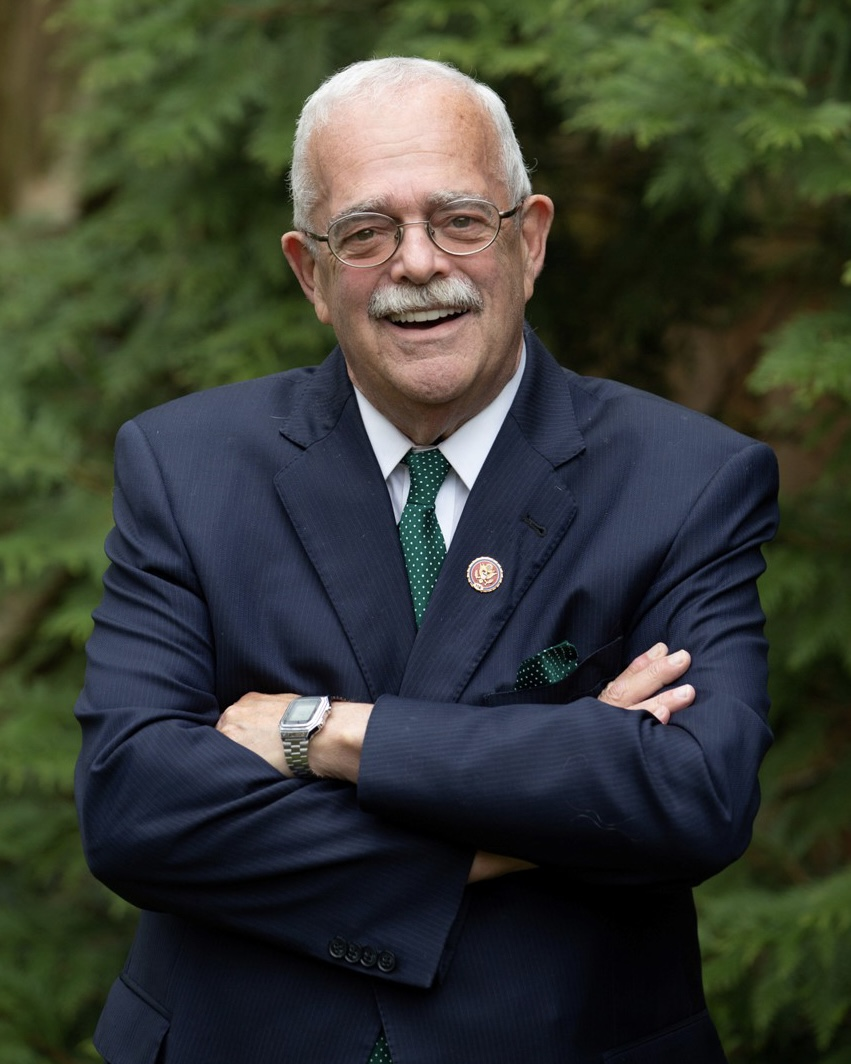
Gerry Connolly (2022)

Gerald „Gerry“ Edward Connolly (* 30. März 1950 in Boston, Massachusetts; † 21. Mai 2025 in Fairfax, Virginia) war ein US-amerikanischer Politiker der demokratischen Partei. Von 2009 bis zu seinem Tode vertrat er den elften Sitz des Bundesstaats Virginia im US-Repräsentantenhaus.

## Werdegang
Gerry Connolly wurde als eines von drei Kindern eines Versicherungsvertreters und einer Krankenschwester geboren. Er besuchte bis 1971 das Maryknoll College in Illinois und studierte zuerst bis 1971 am Maryknoll College in Glen Ellyn (Illinois) und danach bis 1979 an der Harvard University, wo er mit einem Master of Public Administration abschloss. Zwischen 1979 und 1989 arbeitete er für den auswärtigen Ausschuss des US-Senats. Außerdem war er in der Technologiebranche tätig und Direktor einer Non-Profit-Organisation.
Er lebte mit seiner Frau Smitty in Fairfax (Virginia), das Paar hat eine gemeinsame Tochter.
Connolly verstarb im Mai 2025 an einer Krebserkrankung.

### Politik
Politisch schloss er sich der Demokratischen Partei an. Zwischen 1995 und 2008 saß er im Kreisrat des Fairfax County in Virginia; von 2004 bis 2008 leitete er dieses Gremium.
Bei den Kongresswahlen des Jahres 2008 wurde Connolly im elften Wahlbezirk von Virginia in das US-Repräsentantenhaus in Washington, D.C. gewählt, wo er am 3. Januar 2009 die Nachfolge des zwischenzeitlich zurückgetretenen Thomas M. Davis antrat. Da er bei allen folgenden sechs Wahlen, einschließlich der des Jahres 2020, wiedergewählt wurde, konnte er sein Mandat bis zu seinem Tod ausüben. Außerdem war er Mitglied im Congressional Arts Caucus sowie in über 90 weiteren Caucuses, von denen er in sechs als Vize-Vorsitz diente. Vormals war er auch Mitglied im Haushaltsausschuss und in drei von dessen Unterausschüssen.
Die Primary (Vorwahl) seiner Partei für die Wahlen 2022 wurde mangels Mitbewerber abgesagt und Connolly zum Kandidaten erklärt. Er trat am 8. November 2022 gegen James Myles von der Republikanischen Partei an. Connolly wurde mit 66,9 % wiedergewählt. Bei der folgenden Kongresswahl 2024 forderte ihn in der Vorwahl Ahsan Nasar heraus. Er konnte die Vorwahl gegen Nasar mit 85,6 % deutlich für sich entscheiden. In der Hauptwahl bezwang er den Republikaner Mike Van Meter mit 67 %.
Obwohl er bereits bekanntgegeben hatte, dass er an Krebs erkrankt sei, wurde er von seinen Parteifreunden gegen Alexandria Ocasio-Cortez im November 2024 zum ranghöchsten Oppositionsmitglied (Ranking Member) im United States House Committee on Oversight and Accountability gewählt. Am 28. April 2025 teilte er mit, dass er bei der nächsten Kongresswahl nicht wieder antreten wolle und plane, vom Ausschluss zurückzutreten. Im nächsten Monat starb Connolly.
Connolly hatte sich in seiner Amtszeit für Beschäftigte Im öffentlichen Dienst eingesetzt, vor allem in den beiden Amtszeiten von Donald Trump. So verhinderte er in Trumps erster Amtszeit, dass eine Kategorie „F“ für Bundesangestellte eingeführt wurde, um diese leichter zu entlassen und bekämpfte durch das sogenannte Department of Government Efficiency vorgenommene Entlassungen in Trumps zweiter Amtszeit. Er stellte sich erfolgreich gegen die Einfügung einer Frage nach der Staatsangehörigkeig in die Bögen für die Volkszählung 2020, stimmte im ersten und zweiten Amtsenthebungsverfahren für die Enthebung von Präsident Trump. Auf den Versuch 2024 den Dulles International Airport nach Trump umzubenennen entgegnete er, dass man wenn schon ein Bundesgefängnis nach ihm benennen könne.

### Ausschüsse
Connolly war Mitglied in folgenden Ausschüssen des Repräsentantenhauses:
- Committee on Foreign Affairs
  - Asia, the Pacific, Central Asia, and Nonproliferation
  - Middle East, North Africa, and Global Counterterrorism
- Committee on Oversight and Reform
  - Government Operations (Vorsitz)

Seit 2013 war er für die Vereinigten Staaten Mitglied in der Parlamentarischen Versammlung der NATO. Von November 2020 bis November 2022 war Connolly Präsident der Versammlung.